# ナロウボート

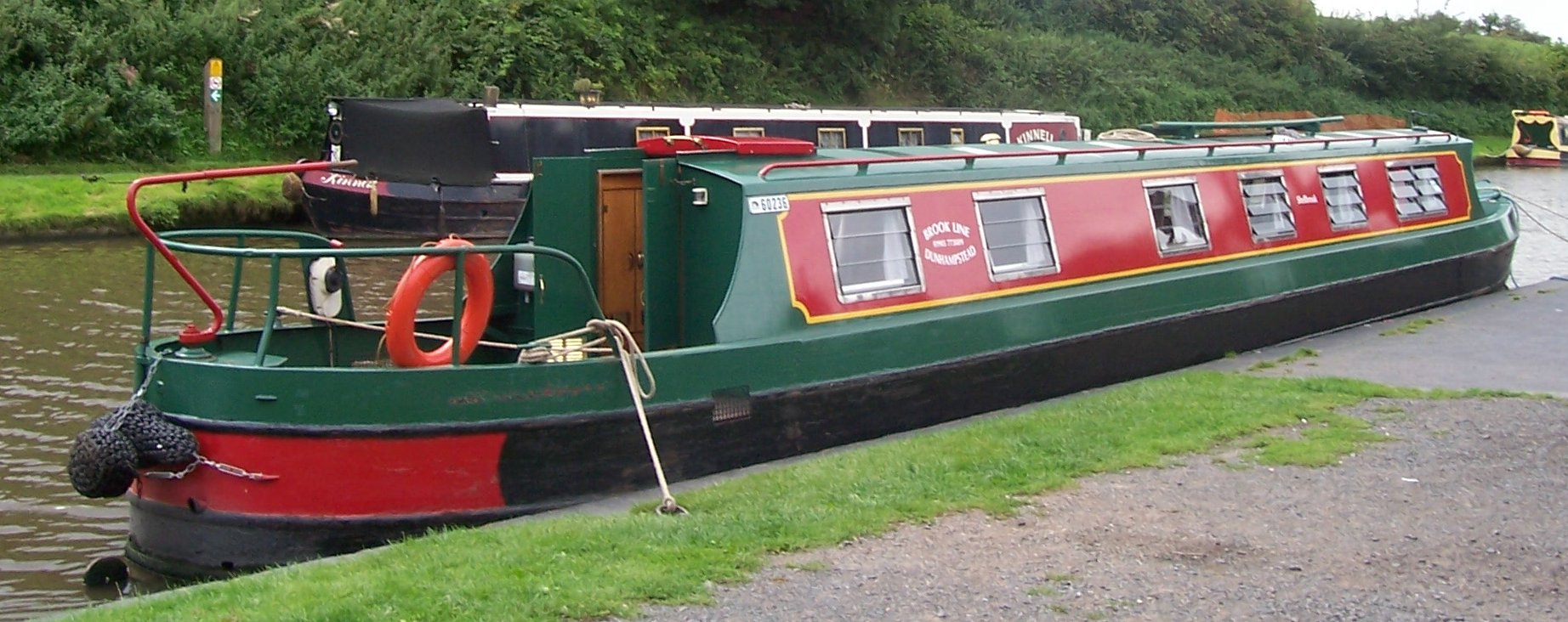
舫われたナロウボート、イングランド、ウスターシャー、ターデビッジ付近

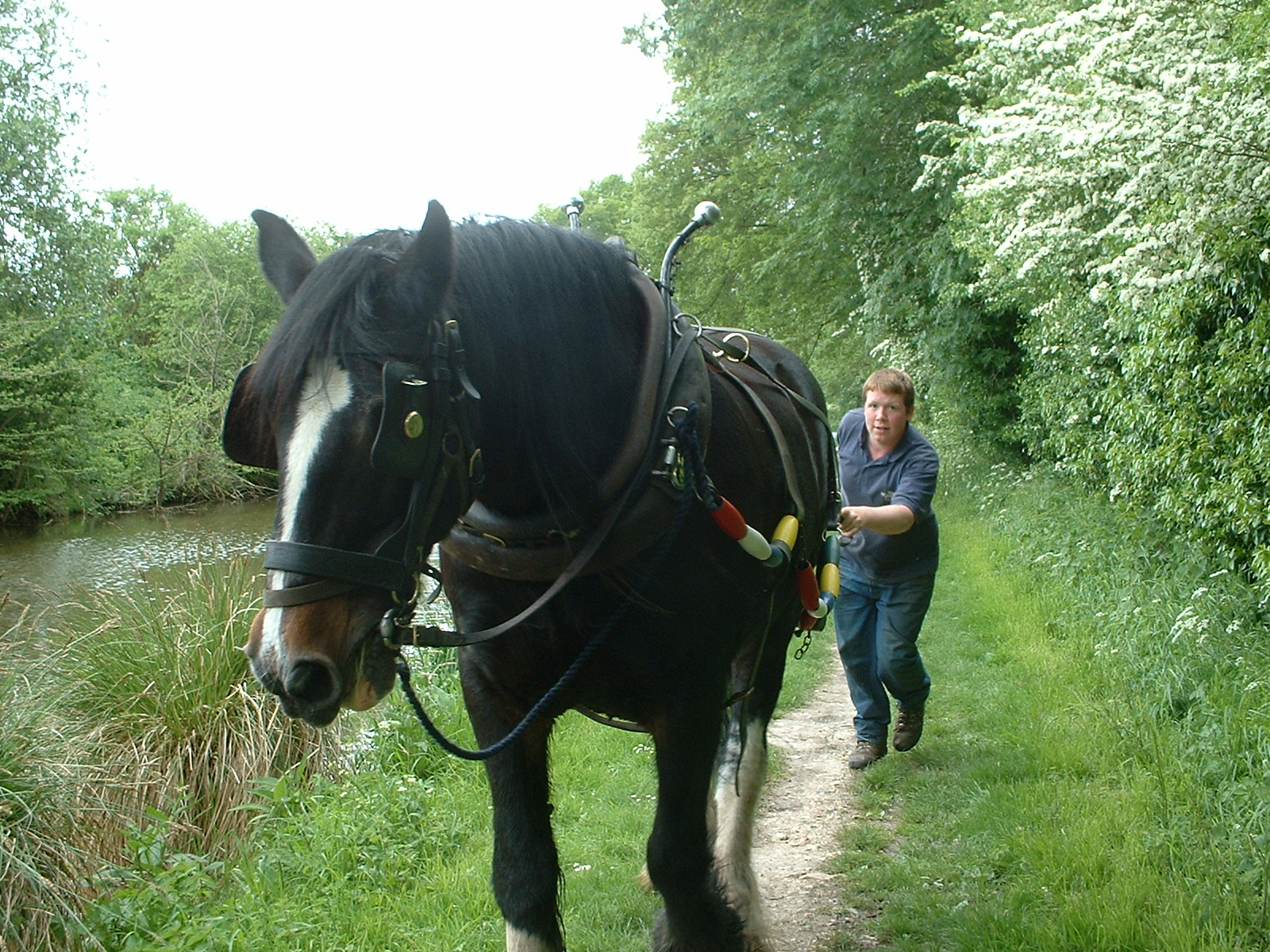
ケネトエイボン運河でナロウボートを曳く馬

ナロウボート(Narrowboat)は、イングランドとウェールズの狭い運河に合わせた特徴的な設計の船。

## 伝統的なボートと現代のボート
英国の内陸水運では、「ナロウ・ボート」(narrow boat) は、狭い (閘門と橋梁の最小幅が7フィートの) 運河で貨物輸送を行うため、18世紀から20世紀初頭に作られた荷役船を意味する。この語は、伝統的ボートを基本としながら、住居・余暇用という現代の目的にあわせて現代の材料を用いて設計した「ナロウボート」(narrowboat) に対しても用いられる。

## 用語法
厳密に解釈するなら、「ナロウ・ボート」はもともとの船かその複製、「ナロウボート」を現代式のレジャー・宿泊用のボートということになるが、実際はそれほど厳密に区別されているわけではない。イギリス水路庁や、雑誌「ウォーターウェイズ・ワールド(Waterways World)」などでは、伝統的な船を指して「ナロウボート」の語が使われている。この記事では、特に区別の必要がある場合を除いて「ナロウボート」と表記する。
元々「ナロウ・ボート」には河川用艀の設計を素に作られたものもあるが、ナロウボートを艀の一種と考えるのは誤りである。イギリスの内陸水運に関して言えば、艀（バージ）は荷役用に幅がかなり広く作られたものを指し、現代に作られたレプリカにおいても幅は7フィート（約2.1メートル）を超える。
また、イングランド中部地方ではナロウボートを指して「ロングボート」の呼称が用いられていたこともあったが、これも正確とは言えない。
ナロウボートの設計を踏襲しているが幅の広いものや、サイズは同じだが設計方針が異なる船の呼称については定まったものがない。

## 大きさ

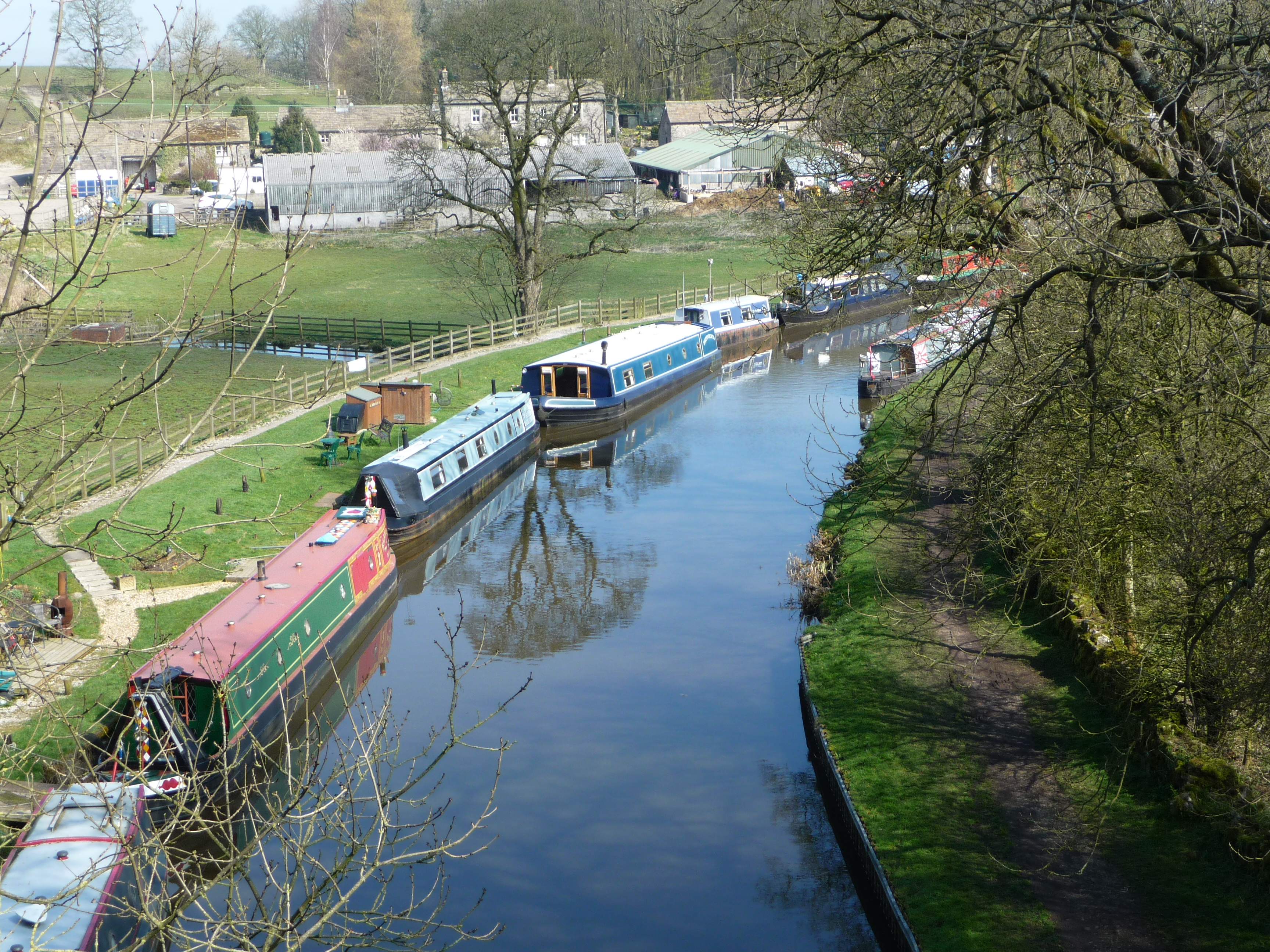
リーズ・リヴァプール運河55フィートのナロウボート

最も重要な点は幅である。7フィート以下でないと、英国の狭い運河を航行できない。古いものはぎりぎりの幅のものがあり、地盤沈下の為に本来より狭くなった閘門を通過する際に難渋することがある。現代のナロウボートはほとんど6フィート10インチであり、英国運河網のどこでも楽に航行できるようになっている。
幅の狭さのため細長い形をしており、最大長は狭路運河の閘門の長さの72フィート（21.9メートル）である。しかし、現代式のものはどこの運河-広い運河は太く短い船用である-でも通ることができるように短いものが多い。最も短い閘門は、カルダーヘブル運河のサルターヘブル中閘門であり、56フィート（約17メートル）しかない。カルダーヘブル運河は14フィートの幅がある広路運河であるため、対角線上に船を入れることによりやや長い60フィートのものまで入ることができる。運河網につながっていないものでは、40フィートの閘門もある。
貸し船は、予算にあわせて30フィート以上各種の長さがある。

## 発展、伝統的荷役船

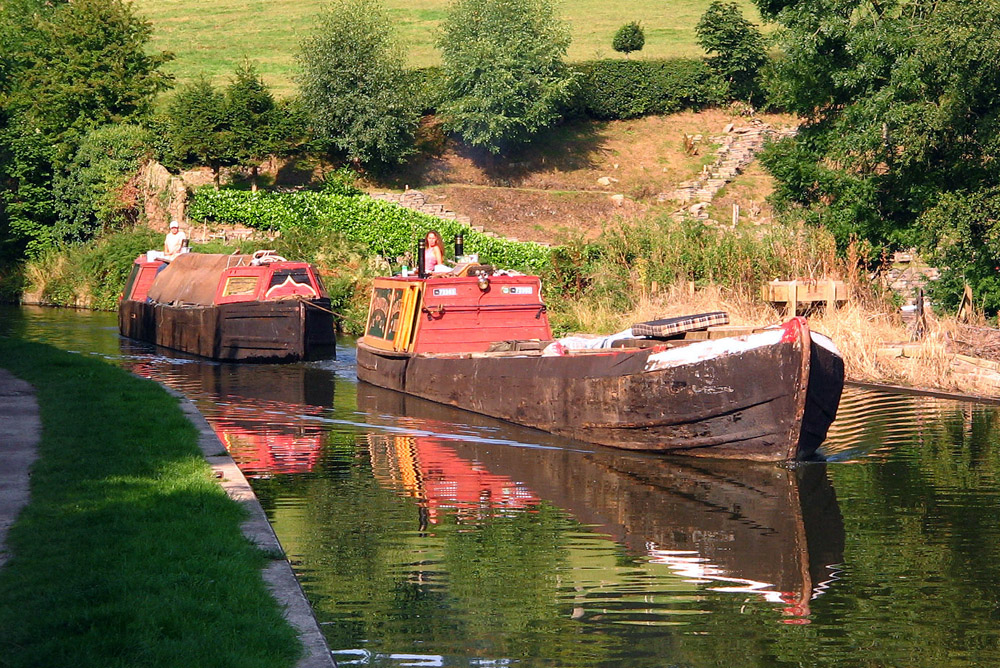
歴史的荷役用ナロウ・ボート、イングランド、チェシャーのマカレスフィールド運河。先行する動力船、「フォゲット・ミー・ノット（Forget Me Not）」が無動力の艀「リリス（Lilith）」を牽引している。動力船出現後の、伝統的風景。

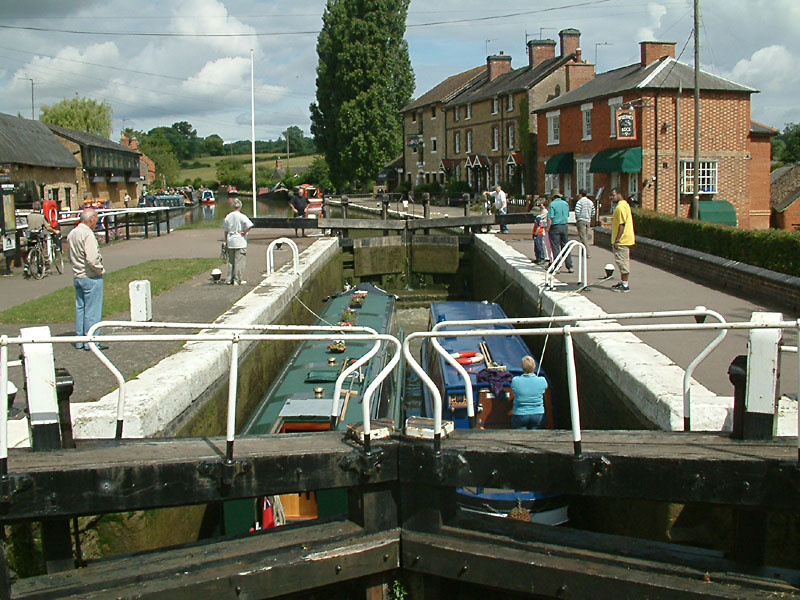
大連合運河の閘門を通過する二艘

英国産業革命に付随した変化の中で、ナロウボートは重要な位置を占めた。木製で、トウパスを行く乗組員（大抵は子供が先導する馬）が曳いた。ナロウボートはおもに貨物輸送用に設計された。一部は荷物用があり、乗客、郵便物、小包などを運んだ。
当初は乗組員は陸上に住んでいたが、1830年以降、水運が新興の鉄道との競争に入るにつれ、水上生活するようになった。その理由は、家賃が高かったこと、より早く遠くまでの仕事のために人手が必要であったこと、家族と離れないため、などがある。
船の後部は、絵葉書や博物館で見られるようなこぢんまりと奇麗な船室となった。その内装は暖かく、ヤカンは湯気を出し、真鍮が輝き、幻想的紐、塗装された家具、飾り皿……などと描写されることが多いが、実際の所は連日の重労働を強いられ、狭い所で衣食住することになり、快適からはほど遠かったが、陸の上の労働者も家族から離れ、劣悪な環境で働いていたのも事実である。移動家族にとっては子を学校に送ることは不可能であったので、多くが無学であり、村八分とされ、川岸に追われた。
20世紀初頭にディーゼル機関と蒸気機関が曳き馬に取って代わり、無動力の船を牽引することにより同じ労働力で多くの貨物を運べる様になった。広路運河以外では時々従船も舵を取る必要があったが、馬の世話をする必要は無くなった。幅広運河は大連合運河などがあり、ここでは二艘の船を並べてあたかも一艘のようにして閘門を通過することができた。
貨物用ナロウボートは1945年から65年辺りに絶滅し、ごくわずかの人が、伝統継承のために努力をしているにとどまる。これも、通常運航で石炭などの取引をしているわけではなく、保存のための限定的な運航である。
古い船の再生を行う熱狂的なファンが存在し、薔薇と城といった伝統的な装飾を施された模造船も多い。動力は馬に限らず、巨大で遅くうるさい再生ディーゼルエンジンや、「プレジデント」のような蒸気機関のものも存在する。

## ナロウボートの装飾塗装

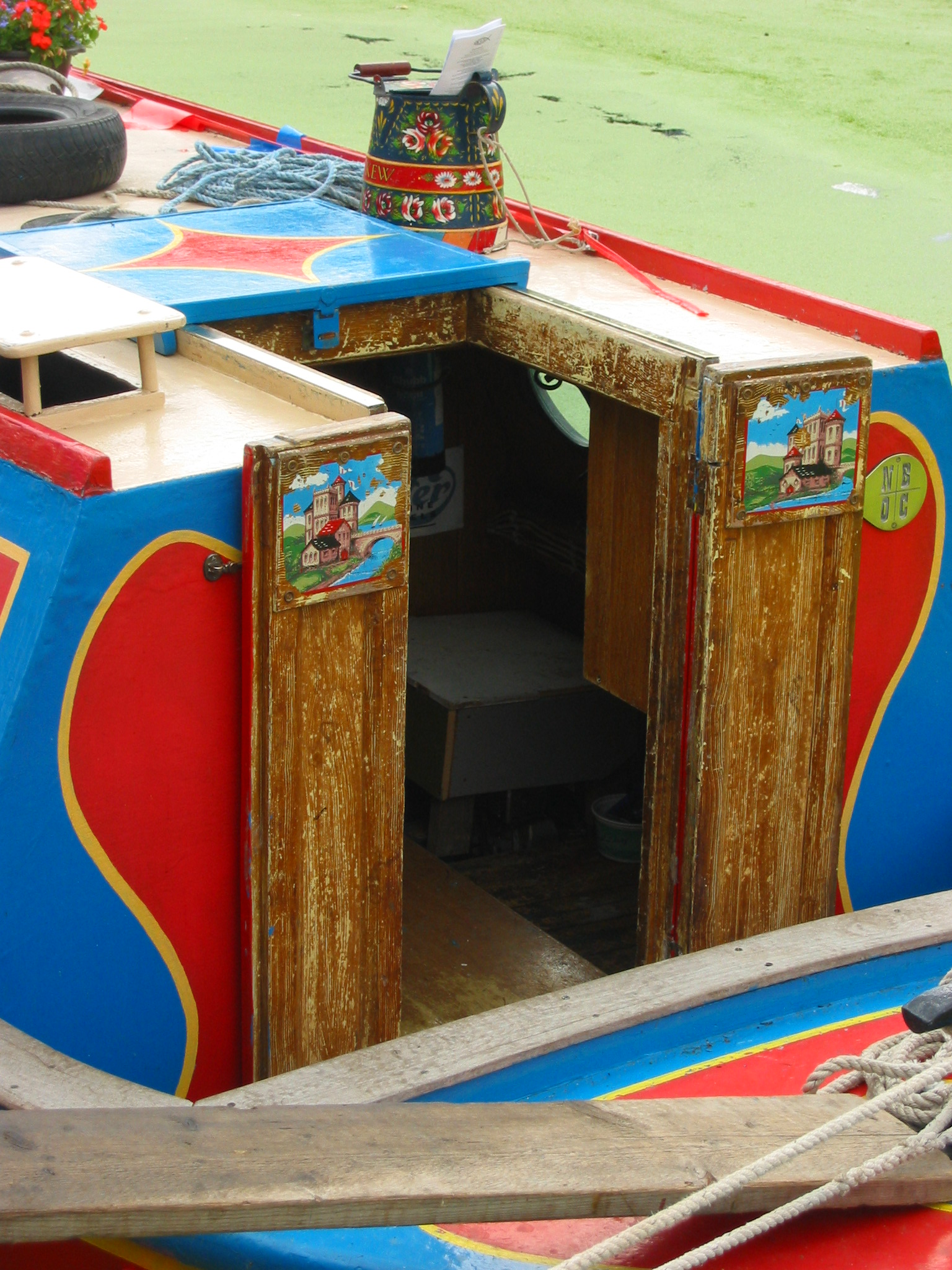
伝統的イングランドのナロウボートの装飾。水桶に薔薇、扉に城郭が描かれている。

19世紀後半までに、船体と付属物に薔薇と城郭の装飾をするのが一般的となった。多くの際に、船室扉、水缶、水桶、側面、にも船名と所有者名とともに描かれた。
運河でみられる薔薇と城郭の由来は不明である。文献上の初出は、1858年の『ハウスホールド・ワーズ』誌所収の「運河にて」と題された連載記事で、当時既にそのような装飾が存在したことを示している。ジプシー由来説が一時人口に膾炙したが、その関わりについて明らかなものは無い。他には、時計盤装飾、漆塗り、陶器産業由来説などがある。確かに、デザイン上の類似と、それらの産業立地との地域的な重なりはあるが、明確なつながりは証明されない。類似の民族装飾はスカンジナビア、ドイツ、トルコとバングラデシュに見ることができる。18世紀の時点で、よく似た様式で知られるオランダのヒンダールーペンは、テムズ川から艀の航海で直ぐたどり着けることができた。
1914年7月22日の『ミッドランド・デイリー・テレグラフ』紙の記事には水缶の装飾はアーサー・アトキンスによるとの記事がある。一理はあるが家族の話を、当時そのようなものが存在したと読まれる話を、彼らが始めたと読む必要がある。アーサー・アトキンスが創始者であるかについては、証明するにも否定するにも一層の証拠が要る。
一時この運河の伝統は廃れたが、このところ再興してきているので薔薇と城郭は今日よく見ることができる。

## 今日のナロウボート

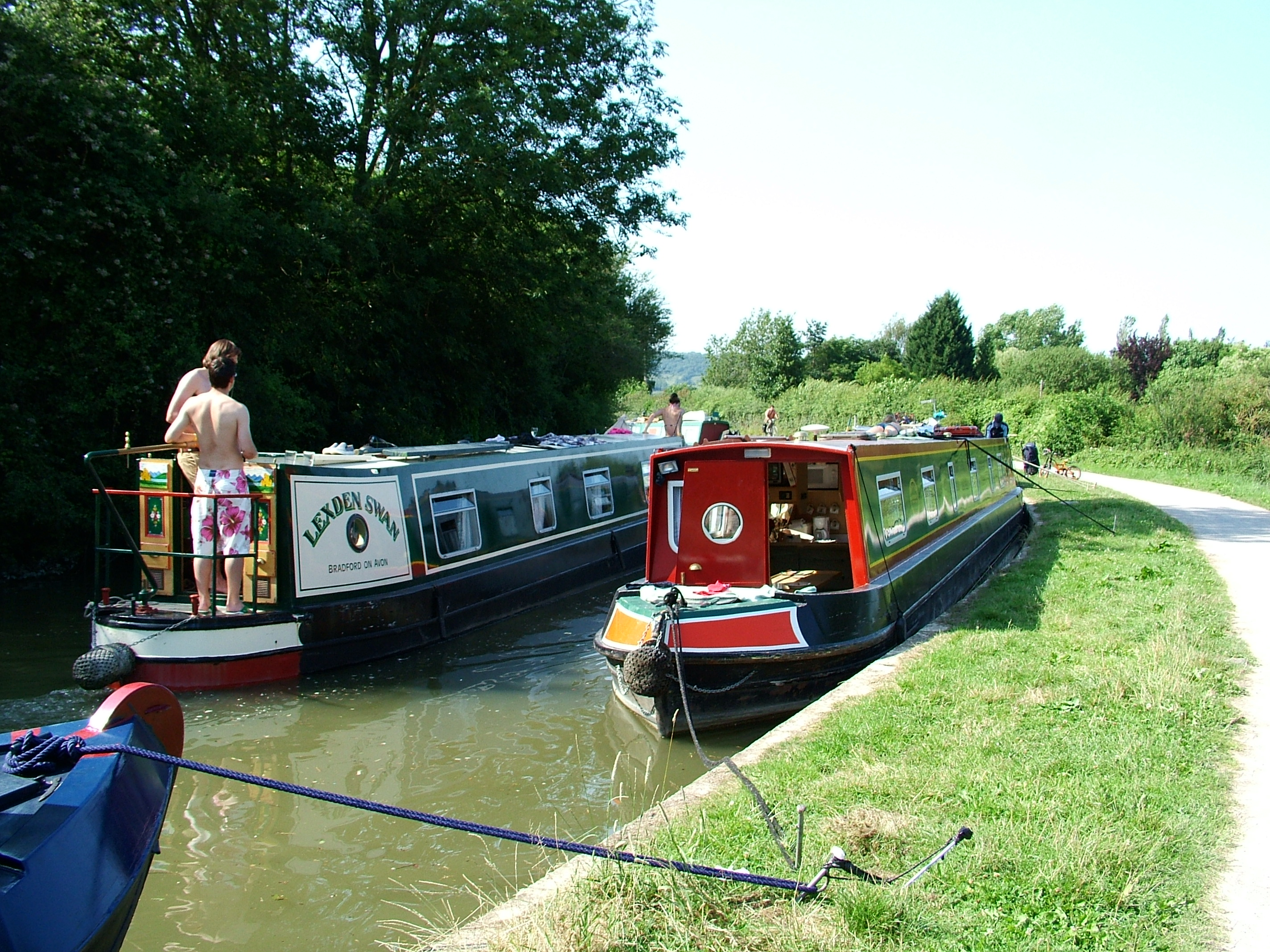
ケネトエイボン運河の今日のナロウボート

政府機関である英国内陸水運により管理されている河川と運河で免許の数は2006年に27000艘と見積もられる。免許外5000艘程度が、私有地に舫われたり管轄外の水路にある。殆どが現代式であり、その数は歴史的に存在した数より多分多い。これは、過去30年間に運河で余暇を過ごすのが人気が出てきたことによる。
現代式ナロウボートは祝祭日、週末や住居として使われる。多くは鉄製の船体と上部構造を持つ。新式のディーゼル発動機を備え、内部は高規格である。天井は最低6フィートあり、陸上小型住居に準ずる装備がある。集中暖房、水洗トイレ、シャワー、時に浴槽すら、ガスレンジ、電子レンジ、冷蔵庫。移動体通信を利用した、ネットワーク接続、衛星放送受信機もかなり多くに装備されている。外装は、古典的塗装の複写、似非鋲まで用いて古典的ナロウ・ボートを忠実に模倣したものから、簡略化した塗装の新解釈のもの、全く捕われることの無いフリースタイルのものまで様々である。
個人や同人会、正規の法人団体所有などが可能である。また、観光会社による貸し船や航行宿屋もある。現在はかなり場所を探すのに難儀するが一所にとどまるか、免許を取っての浮遊し続けながらの永住も少しはある。浮遊し続けの場合は、多くが補修や通行不能となる寒期には多分一カ所にとどまる。

## 艫の種類
殆どの現代的ナロウボートは舵柄で方向転換をするので、操舵手は船尾につくことになる。人々が顔を出す屋根開口、後部扉の後方で船室からの階段の上である。三種の方式があり、夫々に目的があり、内部容積を最大化するようにし、伝統的外観を保ち、後部甲板が皆の衆が夏や長い宵を楽しめるように、また、船頭を悪天候から守るようにする。おのおのに利点がある。しかし、その区別は曖昧であり、設計者が異なる配置と組み合わせをしたため不明瞭となっているものもある。
伝統艫 多くの現代的ナロウボートは伝統的配置をしている。開口部は小さく、被いの無い操船卓か甲板が乗組員が上陸する時に用いる後部扉の後ろにあるが、安全性に難がある。一歩踏み違えると、真下はプロペラである。舵柄延長棒があれば船頭はより安全に後部扉に向かった階段上で操舵できる。荷役船の時代には、その階段は石炭箱の上にあった。寒い日に船頭は、より後部扉に近寄り足元は船室内で暖かく、上半身のみ開口部から外に出す。天気がよければ、多くの船頭は開口部の縁に腰掛け、極上の位置を占め全方向の視野を得る。伝統的ボートでは艫甲板には、船頭以外の人間が安全に立てないので、舳先の甲板が主たる物見甲板となる。
巡洋甲板 巡洋甲板船は、英国の夏休み期間のそこそこによい天気の時に、より多くの人々が甲板に立てるように設計されている。伝統艫より、後部扉と屋根開口は前にあり、操船卓と後部扉の間に大きな甲板があり、手すりや座席が側面と後面にあり安全が確保されている。後部は、伝統的ナロウボートと、巡洋ナロウボートはかなり異なって見える。巨大な後部甲板は、社会空間や、青天井の食堂となるが、冬期や天気の悪い夏期に、船頭は雨風に曝される。この名称は、巨大な後部空間が硝子繊維製の河川巡洋艇に似ていることによる。
準伝統艫 これは、巡洋甲板の社会性を多少得て、多少の伝統を守り、船頭を天気の悪い時と寒い時に多少保護しようとする、「いいとこどり」の産物である。巡洋甲板のように、甲板は延長されているが、この場合には壁が続いているので、船頭や仲間を多少保護し、腰掛けるために保管庫がある。
中央操縦室 ごく僅かのナロウボートは後部で操舵する必要を無くした。河川巡洋艇を真似して、中央操縦室に操舵輪がある。

## 全国組織
- 内陸水運協会(Inland Waterways Association) 英国内陸水面の利用、維持管理、再生運動機関
- 全国ボート所有者協会(National Association of Boat Owners (NABO)) 2004年現在3000名。ナロウボート生活についての、唯一の印刷物、「浮遊生活」を刊行する。
- 居住船所有者協会(Residential Boat Owners' Association (RBOA))

## 画集

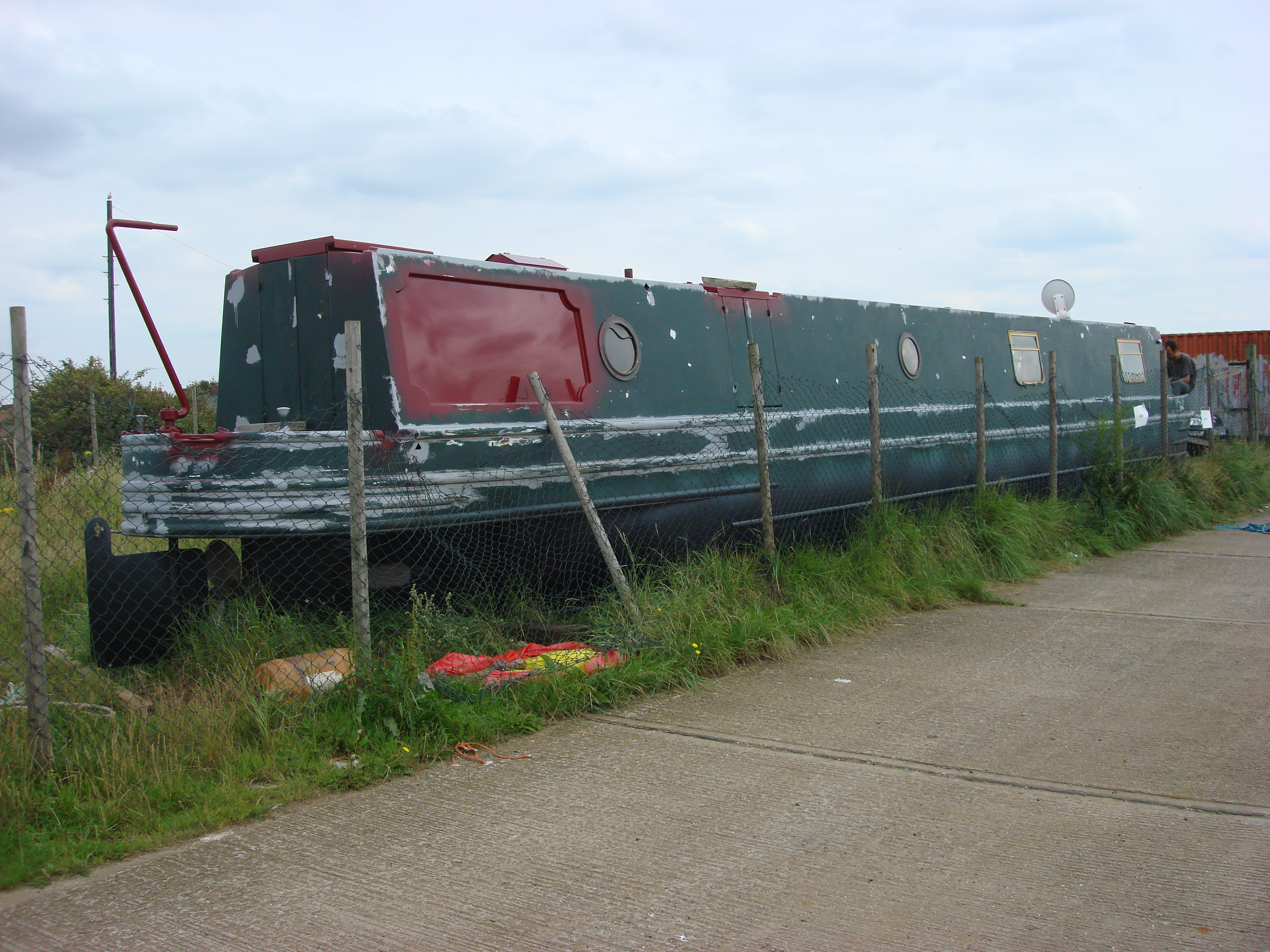
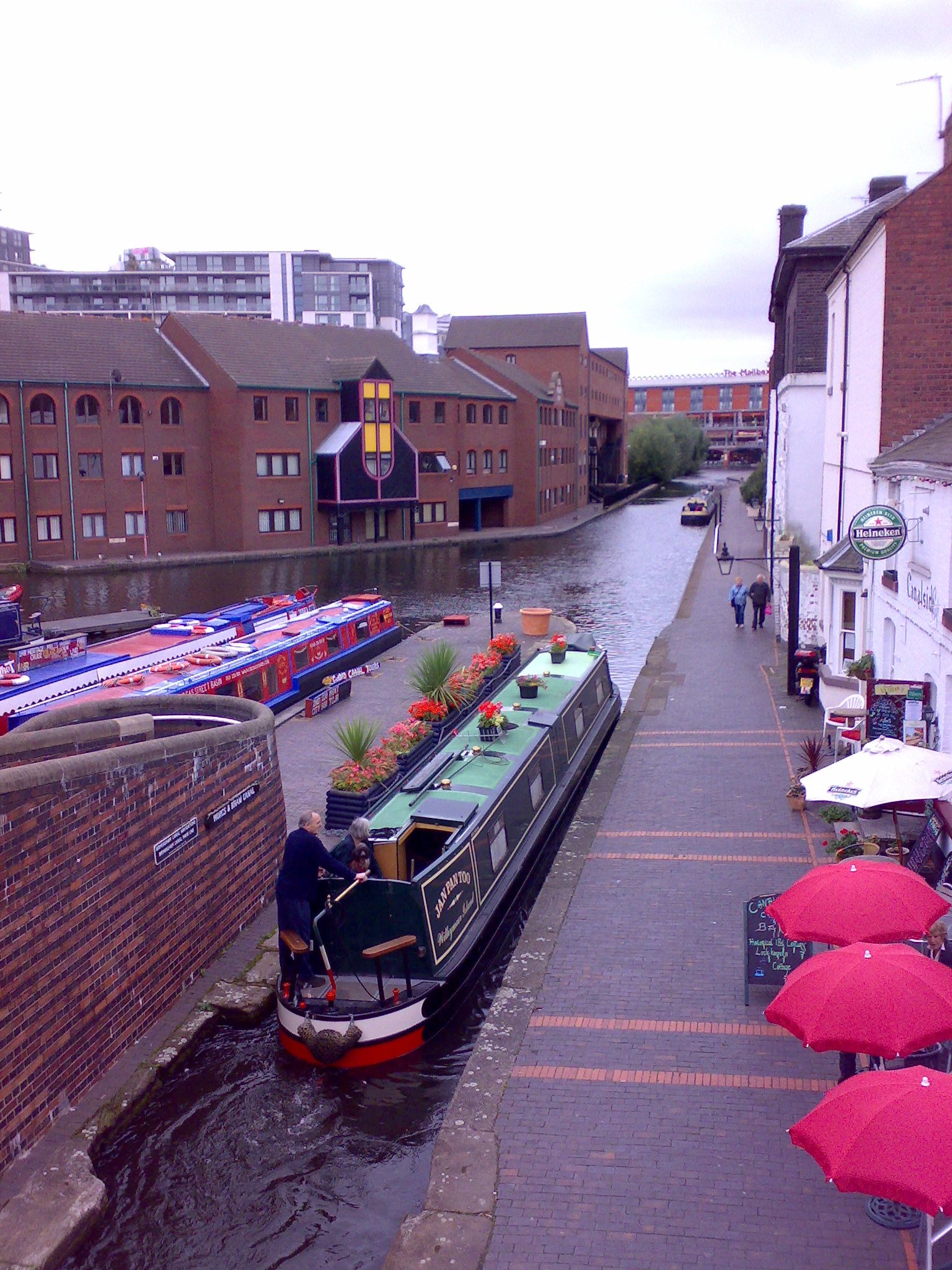
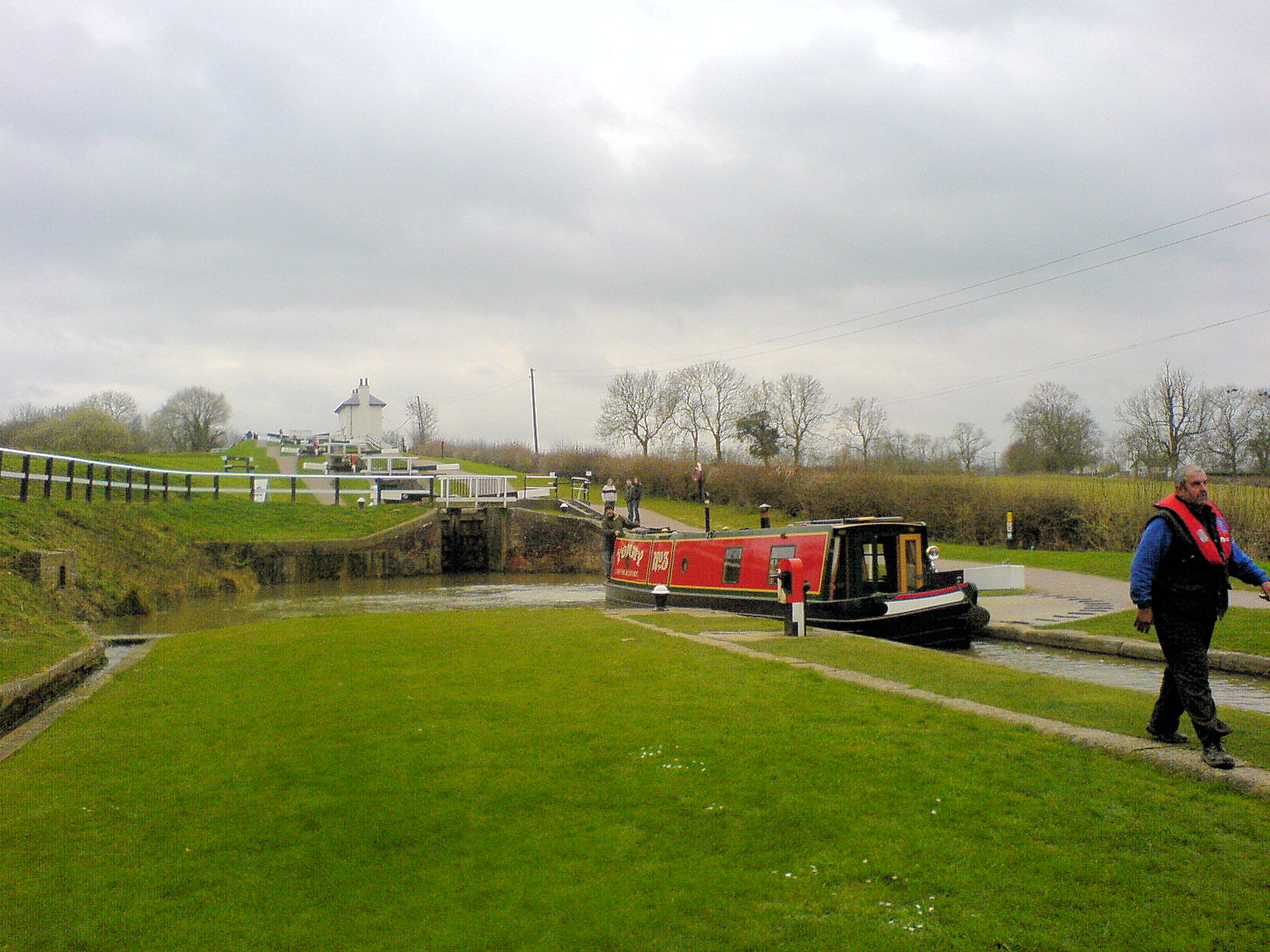
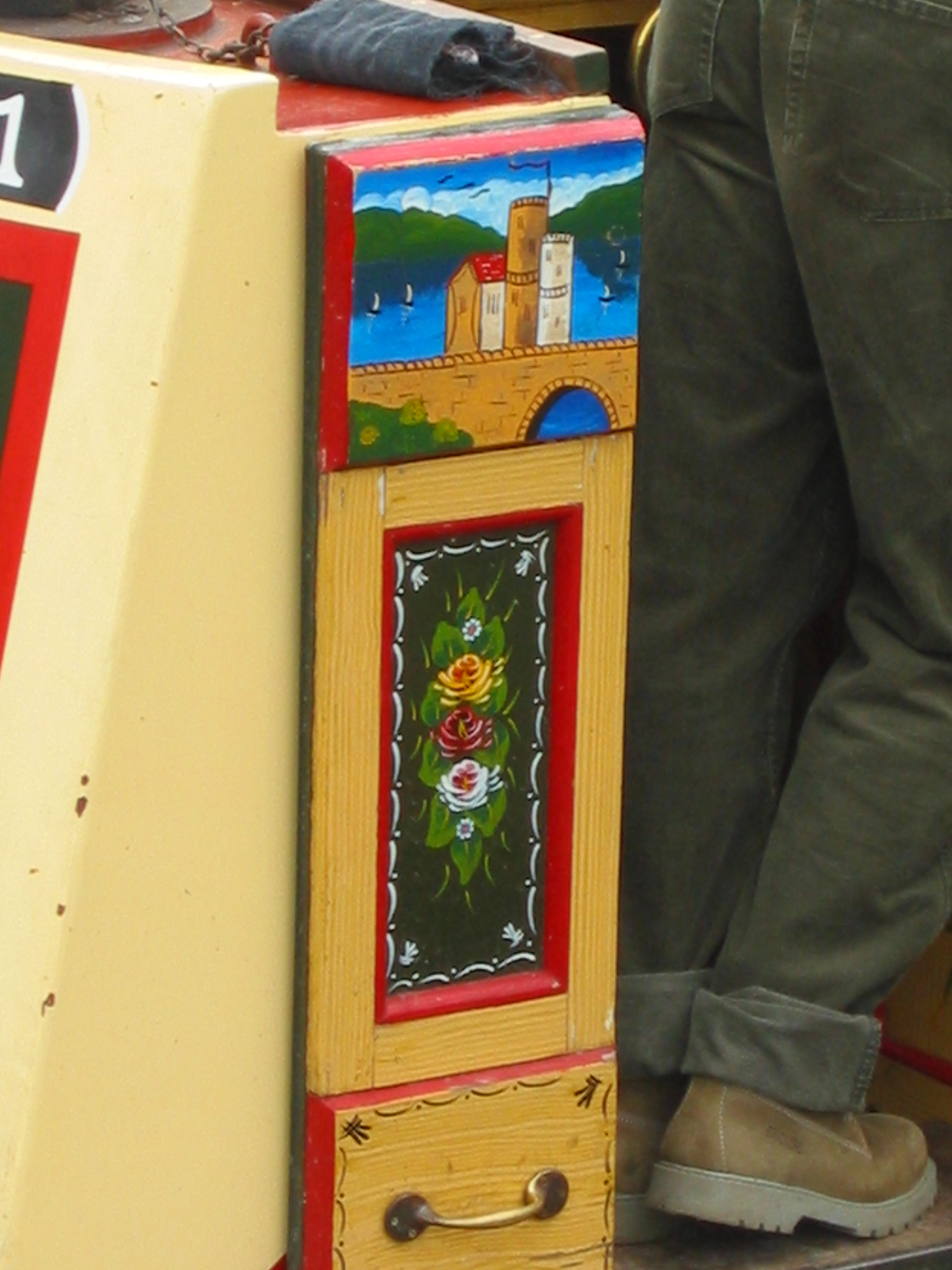
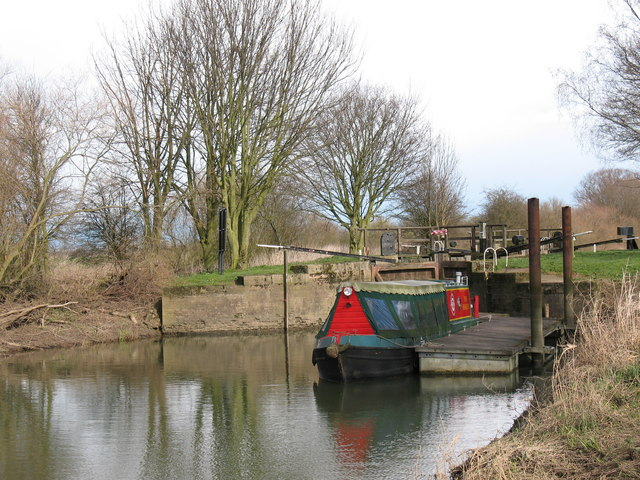
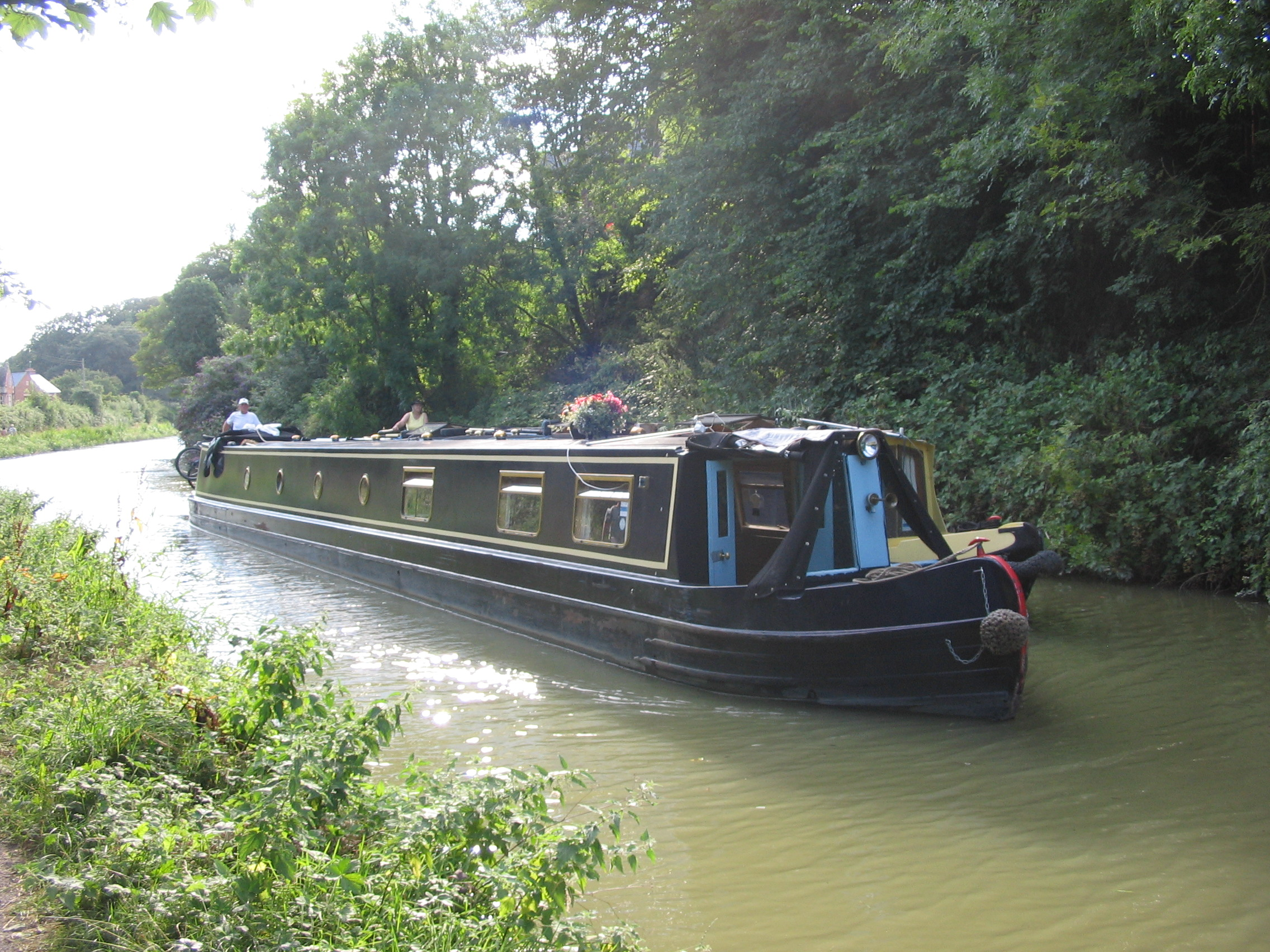
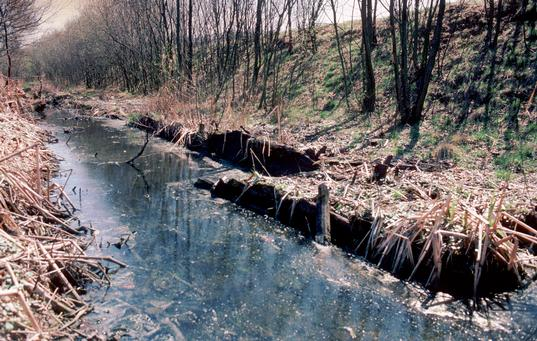
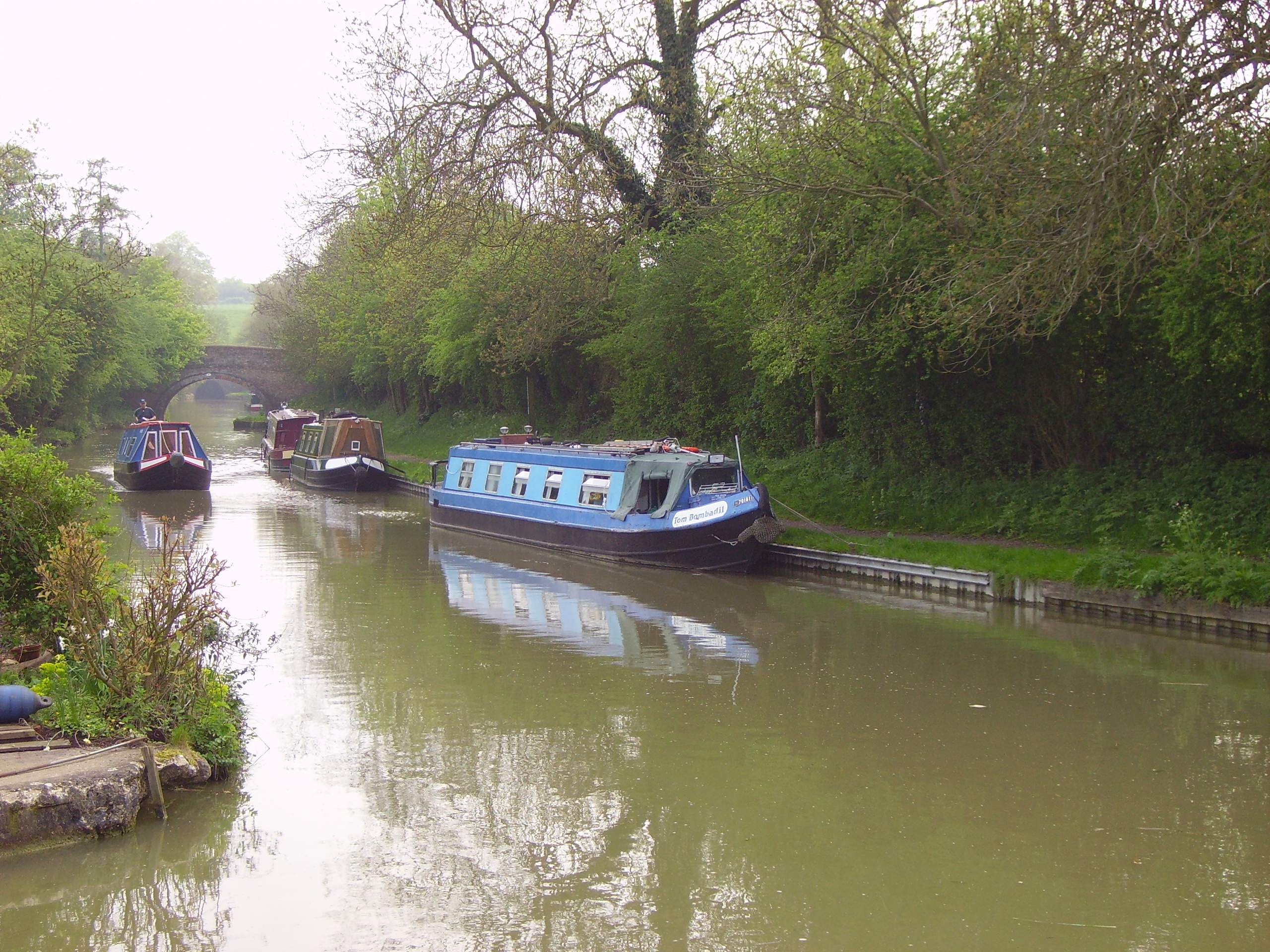
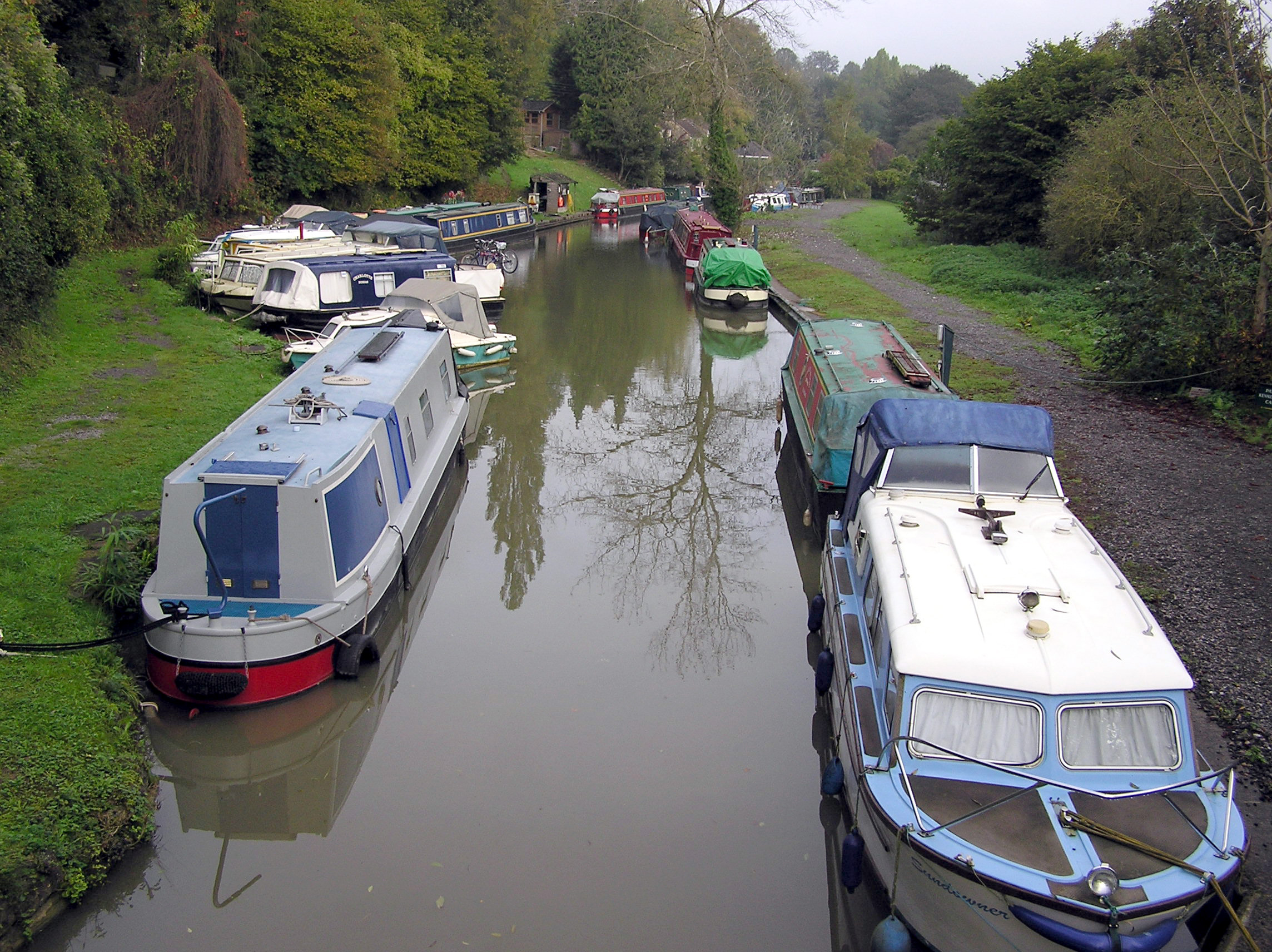
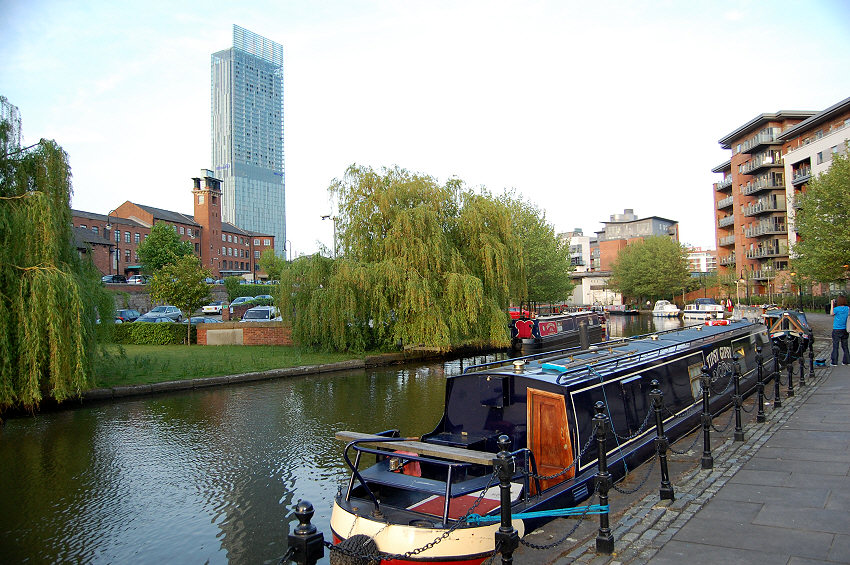